# Steinkjer
Steinkjerⓘ là một đô thị ở hạt Trøndelag, Na Uy. Đô thị này thuộc vùng Innherad. Trung tâm hành chính là thị trấn Steinkjer.
Thị trấn Steinkjer đã được tách khỏi Stod để lập thành đô thị riêng vào ngày 23 tháng 10 năm 1858. Các đô thị Beitstad, Egge, Kvam, Ogndal, Sparbu, và Stod đã được hợp nhất với Steinkjer vào ngày 1 tháng 1 năm 1964. 

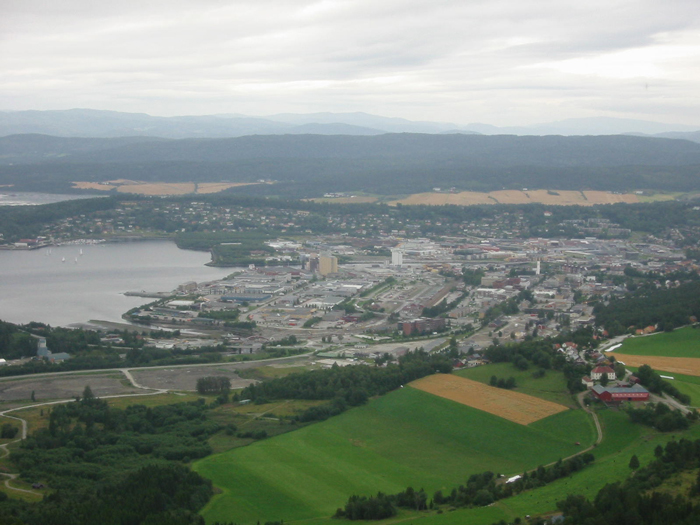
Steinkjer nhìn từ hướng đông.

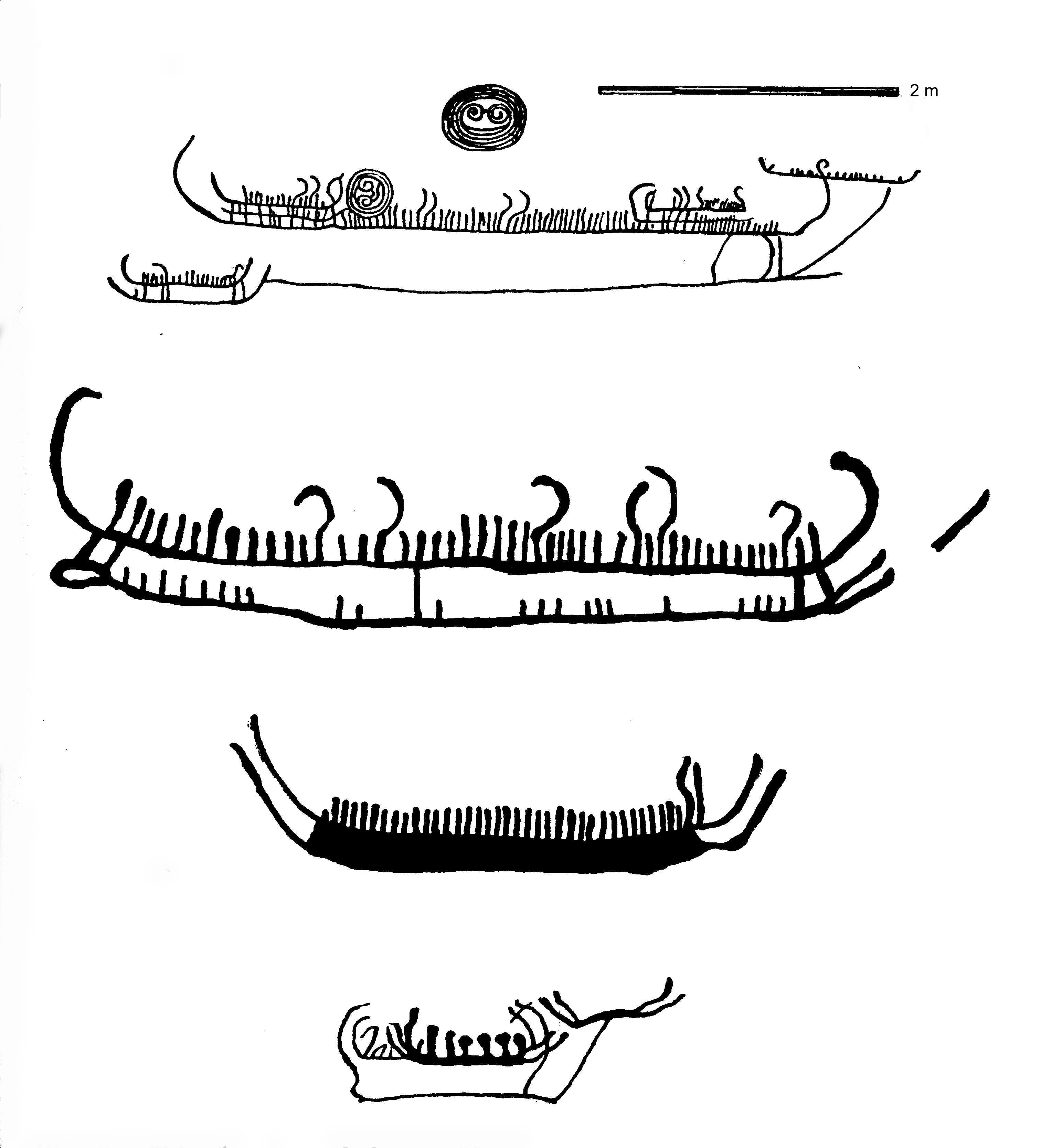
Các bản tạc đá thời kỳ Đồ Đồng, Bardal ở Steinkjer.

Thị trấn đã được đặt tên theo nông trang cũ Steinkjer (tiếng Na Uy Cổ: Steinker).
Huy hiệu được ban hành sử dụng từ ngày 8 tháng 3 năm 1957. Các điểm là các làng cấu thành đô thị này: Beitstad, Egge, Kvam, Ogndal, Sparbu, và Stod.

## Cư dân nổi tiếng
- Anders Bardal, vận động viên trượt tuyết
- Asbjørn Følling
- Silje Nergård, nhạc sĩ
- Otto Sverdrup, nhà thám hiểm
- Kristoffer Uppdal, nhà thơ, nhà văn
- Jakob Weidemann, nghệ sĩ
- Gisle Govasmark, vận động viên bóng đá